# Mychoplectra
Mychoplectra is een geslacht van mosdiertjes uit de familie van de Electridae. De wetenschappelijke naam van het geslacht is voor het eerst geldig gepubliceerd door Gondon en Parker in 1991.

## Soorten
De volgende soorten zijn bij het geslacht ingedeeld:
- Mychoplectra audens (Marcus, 1949)
- Mychoplectra crassa (MacGillivray, 1869)
- Mychoplectra pocula (Hutton, 1878)